# Резоаре (Клуж)
Резоаре (рум. Răzoare) — село у повіті Клуж в Румунії. Входить до складу комуни Фрата.
Село розташоване на відстані 299 км на північний захід від Бухареста, 33 км на схід від Клуж-Напоки.

## Населення
За даними перепису населення 2002 року у селі проживали 35 осіб, усі — румуни. Усі жителі села рідною мовою назвали румунську.